# Fórmula canônica do mito
A fórmula canônica do mito (ou mitos) é uma fórmula algébrica descrita pela primeira vez pelo antropólogo Claude Lévi-Strauss em 1955, formalizando processos de transformação de uma narrativa mítica no espaço ou no tempo ao postular a estabilidade da estrutura dessa história (no sentido das relações internas que a constituem, podendo apenas variar as figuras e os elementos constitutivos), numa abordagem estrutural do mito. Esta é a mais famosa das raras tentativas de Lévi-Strauss de usar ferramentas matemáticas na antropologia estrutural, e continua sendo, no século XXI, objeto de interesse para os filósofos da matemática.

## Definição
A fórmula é do tipo Fx (a) : Fy (b) ≈ Fx (b) : Fa-1 (y), em sua formulação inicial introduzida por Lévi-Strauss em 1955 em um artigo em inglês ("The Structural Study of Myth"), retomado e popularizado em 1958 em Anthropologie structurale (cap.XI, La Structure des mythes). Segundo essa equação, o mito se estrutura em torno de dois termos (a e b) e duas funções (x e y) que podem sofrer diferentes inversões e permutações, realizando tantas possibilidades de transformações da história: inversões dos termos (a e b), inversão entre termo e função (y e b), inversão de um termo sobre si mesmo (a e não-a, ou a-1).
A noção de termo (a ou b) geralmente designa um personagem, um animal, um objeto material ou cósmico, e a noção de função (Fx ou Fy) geralmente cobre um atributo (uma característica) do termo a ou b, ou uma ação que este termo pode realizar. No exemplo mais conhecido da aplicação dessa fórmula, sobre mitos dos povos shuaras, constrói-se uma relação triádica "ciúme - cerâmica - bacurau":
“Para que, à maneira do mito, possamos relacionar um ser humano e um pássaro de um lado, ciúme e cerâmica de outro, é preciso: 1) que apareça uma congruência entre o humano e o pássaro em relação ao ciúme; 2) que o registro de aves inclua um termo congruente com cerâmica”.

## História
Apresentada no final do artigo de 1955 e com pouquíssimos detalhes, recebida com ironia e desconfiança como tentativa de matematizar a realidade, a fórmula passou então por um longo eclipse na obra de Lévi-Strauss. Seu caráter altamente abstrato e as poucas explicações e exemplos fornecidos por muito tempo por Lévi-Strauss, farão surgir um mistério sobre suas origens e suscitarão inúmeros comentários. A fórmula reaparece, porém, nos cursos do Collège de France (1974 e 1982) e foi sintetizada em 1984 em Paroles données, explicando  que não se trata de uma fórmula matemática, mas de um suporte gráfico destinado a "apreender em um piscar de olhos conjuntos complexos de relações e transformações".
A fórmula canônica retorna então com força em La Potière jalouse (1985) na forma de cinco "aplicações" aos estudos dos mitos (capítulos IV, IX, XI e XII), ao lado de outra configuração matemática bastante próxima chamada garrafa de Klein (capítulo XII). Ela também aparece em Histoire de Lynx (1991).
Lévi-Strauss desenvolveu em seu trabalho sobre mitos outra formulação matemática, a de grupos de quatro mitos que se opõem enquanto se complementam à maneira dos grupos de Klein na álgebra. Essa formulação inspirada no matemático Marc Barbut aparece sobretudo na tetralogia das Mythologiques, no volume III Origine des Manières de table (1968) e no volume IV L'Homme nu (1971). Lévi-Strauss então o abandonou, julgando-o “muito mecânico, muito fraco para traduzir a dupla (ou tripla) torção que a estrutura gerativa dos mitos implicaria e que a fórmula canônica traduziria melhor”.

## Uso em análises posteriores
A fórmula canônica do mito experimentou, a partir dos anos 1980, o crescente interesse dos matemáticos que trabalham com a formalização nas ciências sociais, em torno da teoria das catástrofes de René Thom e suas aplicações na epistemologia (Jean Petitot).
Refazendo a história da fórmula e sua recepção crítica no final dos anos 1990, o antropólogo Lucien Scubla distingue um primeiro grupo em torno de debates muito críticos sobre o que é visto como um exercício retórico revestido de ciência dura, um segundo grupo em torno de pesquisadores vendo no método estrutural um avanço essencial para a antropologia, e um terceiro grupo interdisciplinar desenvolvendo a partir da década de 1960 com entusiasmo diferentes aplicações operacionais do modelo, com base principalmente no trabalho dos antropólogos Elli Köngas e Pierre Maranda (1962) sobre o desenvolvimento da oposições espiraladas de funções e personagens mitológicas.
Após meio século de debates e importantes publicações, marcado em 2004 pelo modelo matemático muito próximo da fórmula canônica dos mitos proposto por Jack Morava para a teoria do caos, o destino da fórmula canônica dos mitos no encontro das ciências sociais, as ciências naturais e os modelos matemáticos testemunham, para Maurice Godelier, que lhe dedica um longo desenvolvimento em seu livro Lévi-Strauss (2013), a intuição científica do antropólogo e a fecundidade de seu trabalho.